# Giống đực

Ký hiệu của thần La Mã Mars (thần chiến tranh tương đương Ares) thường được dùng để ký hiệu giống đực. Nó cũng là ký hiệu đại diện cho Sao Hỏa và nguyên tố sắt.

Con đực hay giống đực (♂) là một trong hai giới tính của các sinh vật có hình thức sinh sản hữu tính, đây là giới tính chịu chức năng sinh lý tạo ra tinh trùng. Con đực không thể tự sinh sản hữu tính mà không kết hợp với ít nhất một "trứng" của con cái, tuy vậy vẫn có một số sinh vật vừa có khả năng sinh sản vô tính, vừa có khả năng sinh sản hữu tính.  Hầu hết ở các loài động vật hữu nhũ giống đực, bao gồm cả nam giới đều có nhiễm sắc thể Y, đây là nhiễm sắc thể chịu trách nhiệm cho việc sản sinh ra lượng lớn hormon testosterone để tạo các đặc điểm đặc trưng cho giống đực. Sự phân biệt đực - cái không chỉ giới hạn ở động vật còn mở rộng cho nhiều loài khác như thực vật.
Không phải tất cả các loài sinh vật đều có chung các yếu tố quy định giới tính. Ở hầu hết động vật, kể cả con người, việc xác định giới tính nằm ở di truyền. Tuy vậy ở một số loài như Cymothoa exigua thay đổi giới tính dựa trên số lượng cá thể cái hiện có xung quanh chúng. Male (ở đây là "Nam") cũng có thể được dùng để chỉ "giới" (gender).

## Tổng quan
Sự xuất hiện của hai giới tính được xem như việc chọn lọc độc lập thông qua sự tiến hóa của các giống nòi khác nhau (xem Tiến hóa hội tụ). Hình thức lặp lại này chính là sự sinh sản hữu tính ở những loài đẳng giao với hai hoặc nhiều hơn các loại giới với hình dạng và hành vi tương đồng (nhưng khác nhau ở mức độ phân tử), ở những loài bất đẳng giao với các giao tử khác nhau của con đực và cái, và ở những loài noãn giao với giao tử của con cái có kích thước lớn hơn giao tử của con đực rất nhiều và không có khả năng di chuyển. Có một luận điểm thuyết phục cho rằng hình thức này được chọn lọc qua quá trình tiến hóa bởi sự hạn chế thể chất trong cơ chế kết hợp giữa hai giao tử trong sinh sản hữu tính.
Theo đó, giới tính được xác định ở từng loài nhờ loại giao tử được sản sinh (ví dụ như tinh trùng và trứng) và những sự khác nhau giữa giống đực và giống cái trong cùng một giống không phải luôn có thể tiên đoán được.
Dị hình giới tính ở giống đực/cái giữa các sinh vật hoặc cơ chế sinh sản của những giới tính khác nhau không giới hạn ở động vật; giao tử đực được hình thành trong nấm chytrids, tảo silic và thực vật trên cạn. Ở thực vật trên cạn, giống đực và giống cái không những chỉ định sự hình thành giao tử đực và cái ở sinh vật mà còn chỉ định cấu trúc của thể bào tử giúp cả cây đực và cây cái phát triển.

## Biểu tượng và cách sử dụng

### Biểu tượng
Một biểu tượng phổ biến được dùng để đại diện cho giới tính nam là biểu tượng Sao Hoả (Mars symbol) ♂, một vòng tròn với một mũi tên chỉ về hướng đông bắc. Điểm mã Unicode là:
Biểu tượng giống với biểu tượng hành tinh của Sao Hỏa. Nó được sử dụng lần đầu bởi Carl Linnaeus vào năm 1751 để đại diện cho giới tính. Biểu tượng này đôi khi được xem như là hình ảnh đại diện đã được cách điệu cho chiếc khiên và ngọn giáo của vị thần La Mã Mars. Tuy nhiên, theo Stearn, nguồn gốc này là "hư cấu" và tất cả các bằng chứng lịch sử đều ủng hộ "kết luận của học giả cổ đại người Pháp Claude de Saumaise (Salmasius, 1588-1683)" rằng nó có nguồn gốc từ θρ, viết tắt tên của Sao Hỏa trong tiếng Hy Lạp - Thouros.

### Cách sử dụng
Ngoài nghĩa "giống đực" trong sinh học, male (nam) còn có thể được chỉ "giới" hoặc một đầu của connector.

## Sự xác định giới tính

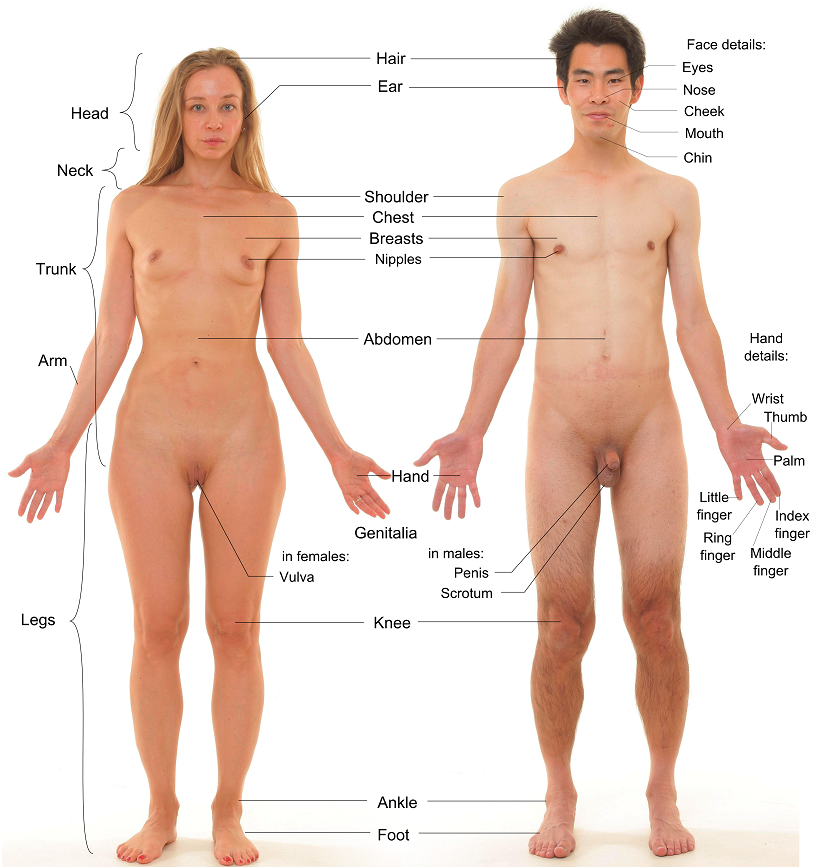
Bức ảnh so sánh giữa một người nam giới và một người nữ giới trưởng thành. Chú thích rằng cả hai người mẫu đều đã cạo một phần lông trên cơ thể; ví dụ: vùng mu được cạo sạch sẽ.

Giới tính của từng sinh vật cụ thể có lẽ được xác định bởi nhiều nhân tố. Đó có thể là sự xác định về mặt di truyền hoặc sự xác định thông qua môi trường, hay thay đổi một cách tự nhiên trong suốt cuộc đời của sinh vật đó. Mặc dù hầu hết các loài chỉ có hai giới tính (nam/đực hoặc nữ/cái), sinh vật lưỡng tính (ví dụ: giun) có cả hệ sinh dục đực và cái.

### Sự xác định về mặt di truyền
Hầu hết động vật có vú, bao gồm con người, thường được xác định về mặt di truyền thông qua hệ thống xác định giới tính XY, ở đó con đực có cặp nhiễm sắc thể XY (trái ngược với cặp nhiễm sắc thể XX). Ngoài ra cũng có trường hợp con đực mang cặp nhiễm sắc thể XX và các kiểu nhân đồ khác ở nhiều loài, bao gồm cả con người. Trong quá trình sinh sản, con đực có thể xuất ra một tinh trùng X hoặc tinh trùng Y, trong khi con cái chỉ có thể cho đi một trứng X. Một tinh trùng Y và một trứng X tạo thành một con đực (bé trai), trong khi đó một tinh trùng X kết hợp với một trứng X tạo thành một con cái (bé gái).
Một phần của nhiễm sắc thể Y chịu trách nhiệm cho tính nam - là vùng xác định giới tính của nhiễm sắc thể Y (SRY). SRY kích hoạt Sox9 để tạo thành các vòng chuyển tiếp với FGF9 và PGD2 trong tuyến sinh dục, cho phép mức độ của các gen này ở mức đủ cao để giúp con đực phát triển; ví dụ, Fgf9 chịu trách nhiệm cho sự phát triển của thừng tinh và sự nhân lên của tế bào Sertoli, cả hai đều rất quan trọng đối với sự phát triển của sinh dục đực.
Hệ thống xác định giới tính ZW, ở đó con đực có cặp nhiễm sắc thể ZZ (trái ngược với cặp nhiễm sắc thể ZW) có thể được tìm thấy ở chim và một số côn trùng (chủ yếu là bướm và bướm đêm) và các sinh vật khác. Các loài thuộc Bộ cánh màng, như kiến và ong, thường được xác định bởi đơn-lưỡng bội (haplodiploidy), ở đó hầu hết con đực là đơn bội và con cái cùng với một số con đực vô sinh là lưỡng bội.

### Sự xác định giới tính thông qua môi trường
Ở một số loài bò sát, như là Cá sấu mõm ngắn, giới tính được xác định bởi nhiệt độ ấp trứng. Các loài khác, ví dụ ở một vài con sên, giới tính thay đổi: con trưởng thành bắt đầu chuyển sang con đực, sau đó trở thành con cái.
Ở một số loài động vật chân đốt, giới tính được xác định bởi sự lây nhiễm. Vi khuẩn thuộc chi Wolbachia thay đổi tính dục của chúng; một vài loài bao gồm tất cả các cá thể ZZ, giới tính của chúng được xác định bởi sự hiện diện của Wolbachia.

## Đặc điểm giới tính thứ cấp
Ở những loài có hai giới tính, con đực có lẽ sẽ khác con cái ở những điểm khác ngoài việc sản xuất tinh trùng.
Ở nhiều loài côn trùng và cá, con đực sẽ nhỏ hơn con cái.
Ở thực vật có hạt - loài biểu hiện sự luân phiên giữa các thế hệ, các bộ phận cái và đực đều nằm trong cơ quan sinh dục thể bào tử của một sinh vật duy nhất.
Ở động vật có vú, kể cả con người, con đực thường lớn hơn con cái.
Ở con người, nam có nhiều lông cơ thể và khối lượng cơ bắp hơn.
Ở chim, con đực thường khoe ra bộ lông sặc sỡ để thu hút con cái.